# Titania (comics)
Pour les articles homonymes, voir Titania.
Mary MacPherran, alias Titania est une super-vilaine évoluant dans l'univers Marvel de la maison d'édition Marvel Comics. Créé par l'éditeur Jim Shooter et le dessinateur Mike Zeck, le personnage de fiction apparaît pour la première fois dans le comic book Secret Wars #3 en juillet 1984.
Titania est un personnage spécialement créé pour les Guerres Secrètes (comme son amie Volcana), devenu par la suite un ennemi de taille pour Hulk et Miss Hulk.
Mary MacPherran est la deuxième super-vilaine de Marvel Comics à utiliser ce nom. Une autre femme, Davida DaVito, une lutteuse membre des Grapplers (en), portait ce nom avant d'être tuée par Scourge of the Underworld. Lors de la résurrection de DaVito, ses pouvoirs ont été élargis et elle a pris le nom de Lascivious (en), car MacPherran était devenue beaucoup plus identifiée avec le nom de Titania.

## Biographie du personnage

### Origines
Mary MacPherran habitait Denver quand la ville est téléportée par le Beyonder pendant les Guerres Secrètes. Elle et son amie Marsha Rosenberg offrirent leurs services au Docteur Fatalis, qui se servit des machines de sa base alien et les transforma en femmes dotées de super-pouvoirs, Titania et Volcana.
Titania changea d'état d'esprit avec ce nouveau corps, devenant très confiante et fière, au point de lancer un défi à l'Homme-absorbant (ce dernier, nonchalant, déclina la proposition). Elle travailla donc pour Fatalis et devint vite l'ennemie de Miss Hulk, puis plus tard de Spider-Man, ce dernier réussissant à la dominer au cours d'un combat malgré sa force physique inférieure.

### Parcours
À son retour des Guerres Secrètes, Mary MacPherran eut une liaison avec l'Homme-absorbant et tous deux songèrent à quitter le monde des super-criminels. Ils se retrouvèrent néanmoins à travailler pour le compte du Baron Zemo et ses Maîtres du Mal dans le but d'engager la Mangouste, mais le couple affronta Spider-Man à l'aéroport de LaGuardia et ne purent alors repartir avec lui.
Leur seconde mission, toujours orchestrée par le Baron Zémo II, fut de tuer Hercule, blessé et immobilisé dans une chambre d'hôpital. Mais la Guêpe et L'Homme-fourmi II (Scott Lang) veillaient au grain. Titania fut capturée et transférée à la Voûte.
Quand Iron Man se lança dans la Guerre des Armures, il affronta les gardes de la Voûte, ce qui permit à Titania et Mister Hyde de s'échapper. Ce dernier fut repris par Captain America mais Titania réussit à s'enfuir. Elle partit pour Washington, où elle fut battue plusieurs fois par Miss Hulk, et emprisonnée de nouveau.
De nouveau en fuite, elle rejoignit le Sorcier, Klaw et Hydro-Man pour former les Terrifics et vaincre les Quatre Fantastiques. Les vilains gagnèrent le combat grâce à l'Homme-dragon.
De retour à la Voûte, elle fut libérée par Loki qui préparait ses Actes de Vengeance. Elle s'allia avec Fatalis pour affronter un Spider-Man alimenté par l'Uni-pouvoir (quand le Tisseur devint Captain Universe (en)) ; elle fut sévèrement battue.
Graviton la recruta plus tard, avec les Frères Grimm, le Caméléon, le Piégeur et Goliath, pour tuer leur ennemi commun Spider-Man. Ils échouèrent et Titania fut renversée par un bus.
S'échappant une fois de plus de prison, elle fut engagée par Superia pour affronter Captain America et le Paladin. Mais les femmes furent vaincues. Elle retrouva toutefois son grand amour, Creel (l'Homme-absorbant) lors d'un combat contre Thor.
Creel tenta de quitter le crime, mais Titania rejoignit l'Abomination pendant un temps. À son retour, elle l'épousa. Les deux restèrent tranquilles un moment, avant d'être embauchés par le Bouffon vert et de reprendre les attaques de bijouterie.
Pourtant, la transformation de Titania lui avait aussi transmis un cancer incurable. Sans argent, elle était condamnée. Thor l'aida à trouver des médecins. Mais Titania continua de se battre contre Miss Hulk, et prit sa revanche sur elle quand elle entra en possession pendant un court moment de la Gemme du Pouvoir.

### Fear Itself
Dans Fear Itself, on retrouve Mary et Creel travaillant dans l'exploitation illégale d'une mine en Afrique du Sud. Titania porte l'un des sept Marteaux Sacrés envoyés sur Terre par le dieu asgardien Serpent (en), et se retrouve transformée en un avatar, « Skirn, la Briseuse d'hommes ».

## Pouvoirs, capacités et équipement
À la suite de l'intervention du Docteur Fatalis, Mary MacPherran est devenue l'une des femmes les plus fortes au monde. Elle est cependant émotionnellement instable, souffrant de tendances obsessionnelles, d'un sentiment d'agression déplacé, mais aussi d'un complexe de persécution et d'infériorité qui la paralyse. Occasionnellement, elle peut aussi alterner avec des illusions de grandeur.
En complément de ses pouvoirs, Titania est une combattante à main nues expérimentée, notamment en combat de rue, vicieuse et souvent perfide.
- Titania possède une force surhumaine de classe 100, au meilleur de sa forme. Dans un premier temps, elle pouvait soulever jusqu'à 85 tonnes mais, après s'être intensément entraînée, elle arrive depuis à soulever (ou exercer une pression équivalente à) 100 tonnes. En une occasion, elle a porté des gants amplificateurs de champ sonore, qui augmentaient sa force d'un facteur 10[5].
- Possédant également une endurance accrue, elle peut exercer une activité physique intense pendant une heure avant de se fatiguer[5].
- Sa constitution phénoménale et sa peau renforcée par le traitement du Docteur Fatalis la protègent des blessures dues aux impacts puissants, ainsi qu'aux effets de la chaleur, du froid et de certaines maladies. Elle est à l'épreuve des balles, résistante aux températures extrêmes (allant de -120 degrés à 1500 degrés Celsius), immunisée contre la plupart des maladies terrestres et peut guérir deux fois plus vite qu'un être humain normal[5].

Lorsqu'elle porta pendant un temps la Gemme du Pouvoir, sa puissance physique était illimitée, mais son lien avec la gemme dépendait de son dévouement obsessionnel à un seul objectif : la destruction de Miss Hulk.

## Apparition dans d'autres médias
Titania, sous l'identité de Mary McPhernan, est interprétée par Jameela Jamil dans la série She-Hulk : Avocate sur Disney+ en 2022. Le personnage y est montré comme une influenceuse mode et beauté, vénale et superficielle.